# 山内奏人
山内 奏人（やまうち そうと、2001年3月4日 - ）は、日本のプログラマ、起業家、実業家。東京都出身。妻は朝長美桜。

## 来歴
6歳の時に父親からパーソナルコンピュータを与えられ、10歳で一人でプログラミングを学び始める。2012年、「中高生国際Rubyプログラミングコンテスト」の15歳以下の部で最優秀賞を獲得した。
2016年、15歳（高校1年生）の時にウォルト株式会社（現・WED株式会社）を創業。「10代の天才プログラマー」「高校生起業家」として注目を集める。代表的な事業は2018年6月12日にリリースしたレシート買取アプリ『ONE（ワン）』、OCR技術を用いた売上管理ツール『Zero（ゼロ）』など。
2025年4月18日、元HKT48でタレント・実業家の朝長美桜との結婚を発表。